# Хрусти-Висінські
Хрусти-Висінські (пол. Chrósty Wysińskie) — село в Польщі, у гміні Лінево Косьцерського повіту Поморського воєводства.
Населення — 251 особа (2011).
У 1975-1998 роках село належало до Гданського воєводства.

## Демографія
Демографічна структура станом на 31 березня 2011 року:
|          | Загалом | Допрацездатний вік | Працездатний вік | Постпрацездатний вік |
| -------- | ------- | ------------------ | ---------------- | -------------------- |
| Чоловіки | 126     | 35                 | 79               | 12                   |
| Жінки    | 125     | 34                 | 73               | 18                   |
| Разом    | 251     | 69                 | 152              | 30                   |